# Philip J. Landrigan
Philip John Landrigan (né le 14 juin 1942), est un épidémiologiste et pédiatre américain et l'un des principaux défenseurs mondiaux de la santé des enfants,.
Son travail est reconnu par l'organisation nationale à but non lucratif Environmental Working Group (Lifetime Achievement Award) et par la Environmental Protection Agency (Child Health Champion Award), et il figure dans la liste des " meilleurs médecins 2008 " du New York Magazine".
Ses livres comprennent Raising Healthy Children in a Toxic World : 101 Smart Solutions for Every Family et, avec Herbert Needleman, Raising Children Toxic Free : How to Keep Your Child Safe From Lead, Asbestos, Pesticides and Other Environmental Hazards. Il publie plus de 500 articles scientifiques.
Il était auparavant le directeur du Children's Environmental Health Center et le professeur Ethel Wise et président du département de médecine préventive au Mount_Sinai_Health_System à New York.
En 2018, il est devenu le directeur fondateur du programme de santé publique mondiale du Boston College et de l'Observatoire mondial de la pollution au sein de l'Institut Schiller pour la science intégrée et la société.

## Biographie

### Défenseur de la santé publique
La réputation de M. Philip Landrigan repose en grande partie sur son rôle de défenseur très crédible de la santé publique, fondé sur des données probantes. Il s'est notamment attaché à réduire le niveau d'exposition des enfants au plomb et aux pesticide et participe à la campagne mondiale de l'Organisation mondiale de la santé visant à éradiquer la variole. Il a également été une figure centrale dans l'élaboration de la National Children's Study, et dans les études médicales et épidémiologiques qui ont suivi la destruction du World Trade Center (1973-2001) le 11 septembre 2001. En outre, de 1995 à 1997, Landrigan fait partie du Comité consultatif présidentiel sur le Maladies des vétérans de la guerre du Golfe,La réputation de M. Landrigan repose en grande partie sur son rôle de défenseur très crédible de la santé publique, fondé sur des données probantes. Il s'est notamment attaché à réduire le niveau d'exposition des enfants au plomb et aux pesticide et participe à la campagne mondiale de l'Organisation mondiale de la santé visant à éradiquer la variole. Il a également été une figure centrale dans l'élaboration de la National Children's Study, et dans les études médicales et épidémiologiques qui ont suivi la destruction du World Trade Center (1973-2001) le 11 septembre 2001. En outre, de 1995 à 1997, Landrigan fait partie du Comité consultatif présidentiel sur le Maladies des vétérans de la guerre du Golfe,
Il reçoit la Meritorious Service Medal du service de santé publique des États-Unis et est un consultant fréquent de l'Organisation mondiale de la santé, qui a qualifié le travail de Landrigan de "déterminant pour l'adoption de la Food Quality Protection Act de 1996".
En 2005, Philip Landrigan a fondé, avec les docteurs Ramon Murphy et David E. Muller, le Global Health Center, une division du Mount Sinai Medical Center qui se consacre à la recherche de solutions fondées sur des données probantes aux problèmes de santé mondiaux.

#### Plomb
Au début des années 1970, Philip Landrigan s'est attaqué à Asarco, une fonderie et l'un des plus gros employeurs d'El Paso, Texas. En analysant le sang d'enfants fréquentant des écoles situées près de la fonderie d'El Paso d'ASARCO, Philip Landrigan a conclu que 60 % des enfants vivant à moins d'un kilomètre de la fonderie avaient un taux de plomb élevé dans le sang et que même de petites quantités d'exposition au plomb abaissent le QI d'un enfant. Dans une étude ultérieure (2002), Landrigan a établi une corrélation entre l'exposition au plomb pendant l'enfance et le potentiel de revenu à vie, concluant que les niveaux actuels d'exposition au plomb aux États-Unis représentent une perte de revenu globale de plus de 40 milliards de dollars par an.
Philip Landrigan et ses études ont joué un rôle clé dans le mandat gouvernemental visant à éliminer progressivement les composants en plomb de l'essence, à partir de 1975, et l'interdiction fédérale de la peinture au plomb en 1978 - ce qui a abouti à une baisse de 88 % des niveaux de plomb chez les enfants américains en 2005,.

#### Pesticides
À partir de 1988, à la demande du sénateur américain Patrick Leahy du Vermont, Philip Landrigan a dirigé une étude de 5 ans à la National Academy of Sciences pour examiner si la norme acceptée pour l'exposition aux pesticides — visant à protéger un adulte de 150 livres — était adéquate pour protéger la santé des enfants. En 1993, le comité Philip Landrigan publie un rapport intitulé "Pesticides in the Diets of Infants and Children", qui est le premier à prouver que les enfants sont particulièrement sensibles aux effets néfastes des pesticides. Le rapport préconise des normes dix fois plus strictes que celles en vigueur au moment de la publication.

#### Amiante
Le 11 février 2002, Philip Landrigan a témoigné devant le United States House Committee on Education and Labor sur les impacts des 11 septembre 2001 sur la santé des enfants. Philip Landrigan a abordé la question des particules d'amiante trouvées dans l'air :

« 'Il n'existe pratiquement aucune donnée sur les conséquences possibles à long terme de l'amiante de faible niveau dans la petite enfance. Des causes de mésothéliome malin ont toutefois été signalées chez les enfants adultes de travailleurs de l'amiante qui ont été exposés à de l'amiante à emporter, chez des femmes sans travail des cantons miniers d'amiante du Québec qui ont été exposées dans la communauté, et chez des résidents à long terme d'une communauté près d'une usine d'amiante-ciment dans le nord de l'Italie." »

En octobre 2001, New York Magazine a noté un désaccord entre Philip Landrigan et l'EPA sur les dangers posés par les particules d'amiante trouvées dans l'air immédiatement après les attaques du 11 septembre. Bien que généralement d'accord sur le fait que le risque significatif concernait uniquement les secouristes Landrigan n'était pas d'accord avec l'EPA selon laquelle les minuscules particules d'amiante étaient trop petites pour être considérées comme dangereuses, déclarant : " Il est prouvé par 30 ou 40 ans de recherche que les plus petites fibres sont celles qui peuvent pénétrer le plus profondément dans les poumons".

### Éducation
Philip Landrigan est diplômé de la Boston Latin School en 1959 et du Boston College en 1963. Il obtient son diplôme de médecine à la Harvard Medical School en 1967 et effectue son internat au Cleveland Metropolitan General Hospital et sa résidence au Boston Children's Hospital.
Il suit une formation post-universitaire à la London School of Hygiene and Tropical Medicine et obtient, avec distinction, un Master of Science en médecine du travail à l'Université de Londres.

### Service militaire
De 1996 à 2005, Philip Landrigan a servi dans le Medical Corps (United States Navy) de la United States Navy Reserve, prenant sa retraite au grade de Captain (naval). Il continue de servir en tant que chirurgien général adjoint du commandement de la Milice navale de New York. De 2000 à 2002, il a siégé au Armed Forces Epidemiological Board.
Il reçoit la Navy & Marine Corps Commendation Medals en 2002, 2003 et 2005, la Secretary of Defense Medal for Outstanding Public Service en 2002, et la National Defense Service Medal en 2003.

## Récompenses
- 2008 Boston College Alumni Award for Professional Excellence[17]
- 2008 Irving Selikoff Award, Collegium Ramazzini[18]
- Prix 2008 du héros des écoles saines, Réseau des écoles saines, Inc.
- Prix Edith Macy 2008 pour service distingué, Association des enfants de Westchester.
- Prix 2006 pour l'ensemble des réalisations, Coalition environnementale pour la santé des enfants.
- Prix 2006 du champion de la santé des enfants, Agence américaine de protection de l'environnement.
- Prix de l'humanité 2005 pour la protection de la santé des enfants, Huntington Breast Cancer Action Coalition.
- Prix de l'environnement 2005 Rachel Carson.
- Prix de l'environnement, National Nutritional Foods Association ;
- Prix Super Hero 2005 pour la santé des enfants, Federated Conservationists of Westchester County.
- Prix 2005 de la réussite en matière de santé dans le domaine de la médecine du travail, American College of Occupational and Environmental Medicine.
- Prix J. Lester Gabrilove 2005, école de médecine du Mount Sinai.
- Prix David P. Rall 2003 pour la défense de la santé publique, Association américaine de santé publique.
- Prix Jorma Rantanen 2003, Institut finlandais de la santé au travail.
- Prix Haven Emerson 2002, Association pour la santé publique de la ville de New York.
- Prix James Keogh 2002, Institut national pour la sécurité et la santé au travail.
- Médaille Jacobi 2002, école de médecine du Mount Sinai.
- 2001-2006 Top Docteur. Médecine préventive. Région métropolitaine de New York et États-Unis, Castle Connolly Ltd.
- 2000 - Prix commémoratif William Steiger, Conférence américaine des hygiénistes industriels gouvernementaux.
- 1999 - Journée de la Terre. New York, Prix d'excellence en médecine environnementale
- 1999 Prix pour la défense de la santé des enfants, des mères et d'autres personnes pour une planète vivable.
- 1999 Prix Katherine Boucot Sturgis, Collège américain de médecine préventive.
- 1998 Prix Vernon Houk, Société internationale pour la santé environnementale et professionnelle.
- Prix de la réalisation environnementale 1998, certificat de reconnaissance de la Fédération environnementale du New Jersey.
- 1996 - Prix Broad Street Pump en santé environnementale, Médecins pour la responsabilité sociale.
- 1995 Prix de la santé et de la sécurité au travail, Association internationale des pompiers.
- 1995 Médaille et prix Herbert L. Needleman pour les contributions scientifiques et la défense des intérêts des enfants, Association américaine de santé publique.
- 1995 Prix présidentiel William Sidell. Presidential Award, United Brotherhood of Carpenters and Joiners of America.
- 1993 Prix Harriet Hardy, Collège de médecine du travail et de l'environnement de la Nouvelle-Angleterre.
- 1987 : élu membre de l'Institut de médecine, Académie nationale des sciences.
- 1985 - Distinction annuelle, Comité de New York pour la sécurité et la santé au travail.
- 1985 Meritorious Service Medal, Service de santé publique des États-Unis.
- 1978 Citation de groupe en tant que membre du Beryllium Review Panel, Service de la santé publique des États-Unis.
- Prix de développement de carrière en 1976, Service de la santé publique des États-Unis.
- 1973 Prix du bénévolat, Département de la santé, de l'éducation et de la protection sociale des États-Unis

## Livres
- Philip Landrigan PJ, Selikoff IJ (éditeurs). La santé au travail dans les années 1990 : Developing a Platform for Disease Prevention. Annals NY Academy of Sciences : 572 1-296, 1989.  (ISBN 0-89766-523-6)
- Philip Landrigan PJ. (Président) : Environmental Neurotoxicology. Commission on Life Sciences, National Research Council. Washington : National Academy Press, 1992.  (ISBN 0-309-04531-2)
- Philip Landrigan PJ (Président) : Pesticides in the Diets of Infants and Children. Comité sur les pesticides dans l'alimentation des nourrissons et des enfants. Board on Agriculture, and Commission on Life Sciences. National Research Council. Washington : National Academy Press, 1993.  (ISBN 0-309-04875-3)
- Philip Landrigan PJ, Needleman HL : Raising Children Toxic Free. How to Keep Your Child Safe From Lead, Asbestos, Pesticides and Other Environmental Hazards. New York : Farrar, Straus et Giroux, 1994.  (ISBN 0-380-72577-0)
- Leigh JP, Markowitz S, Fahs M, Philip Landrigan P : Costs of Occupational Injuries and Illnesses. Ann Arbor : The University of Michigan Press, 2000.  (ISBN 0-472-11081-0)
- Philip Landrigan PJ, Needleman HL, Philip Landrigan M. Raising Healthy Children in a Toxic World : 101 Smart Solutions for Every Family. Emmaus PA : Rodale Press, 2002. #  (ISBN 0-87596-947-X).
- Mehlman MA, Bingham E, Philip Landrigan PJ, Soffritti M, Belpoggi F, Melnick RL. Essais biologiques de carcinogenèse et protection de la santé publique. Commemorating the lifework of Cesare Maltoni and colleagues. Annals of the New York Academy of Sciences (Vol. 982), New York, NY. GYAT/B-M Press, 2002.  (ISBN 1-57331-406-4)